# Goya 2005
Die 19. Verleihung des Goya fand am 30. Januar 2005 im Palacio Municipal de Congresos in Madrid statt. Der spanische Filmpreis wurde in 28 Kategorien vergeben. Die Schauspieler Antonio Resines und Maribel Verdú und die Opernsängerin Montserrat Caballé führten als Moderatoren durch die Verleihung.
Zum großen Gewinner des Abends wurde Alejandro Amenábars Filmdrama Das Meer in mir, das sich mit der Sterbehilfe auseinandersetzt und auch als großer Favorit in das Rennen um die Goyas gegangen war. Bei 15 Nominierungen entschied der Film über den gelähmten Seemann Ramón Sampedro, der später auch den Oscar und den Golden Globe erhielt, die Hälfte der insgesamt 28 Kategorien für sich, darunter auch die wichtigen für den besten Film, die beste Regie und das beste Originaldrehbuch sowie alle sechs Darstellerkategorien, was zuvor noch keinem Film gelungen war. Alejandro Amenábar konnte als Regisseur bereits mit Virtual Nightmare – Open Your Eyes und The Others internationale Erfolge vorweisen.
Als bester Film setzte sich Das Meer in mir unter anderem gegen La Mala Educación – Schlechte Erziehung von Pedro Almodóvar und Roma von Adolfo Aristarain durch, die beide bei jeweils vier Nominierungen leer ausgingen. Bester europäischer Film wurde der deutsche Beitrag Gegen die Wand des mehrfach preisgekrönten Regisseurs Fatih Akin. Der deutsche Film konnte sich unter anderem gegen das britische Historiendrama Das Mädchen mit dem Perlenohrring mit Scarlett Johansson behaupten, während der uruguayische Festivalerfolg Whisky in der Kategorie Bester ausländischer Film in spanischer Sprache gewann. Den diesjährigen Ehren-Goya erhielt der spanische Schauspieler José Luis López Vázquez, dessen Karriere in den 1930er Jahren begonnen hatte.

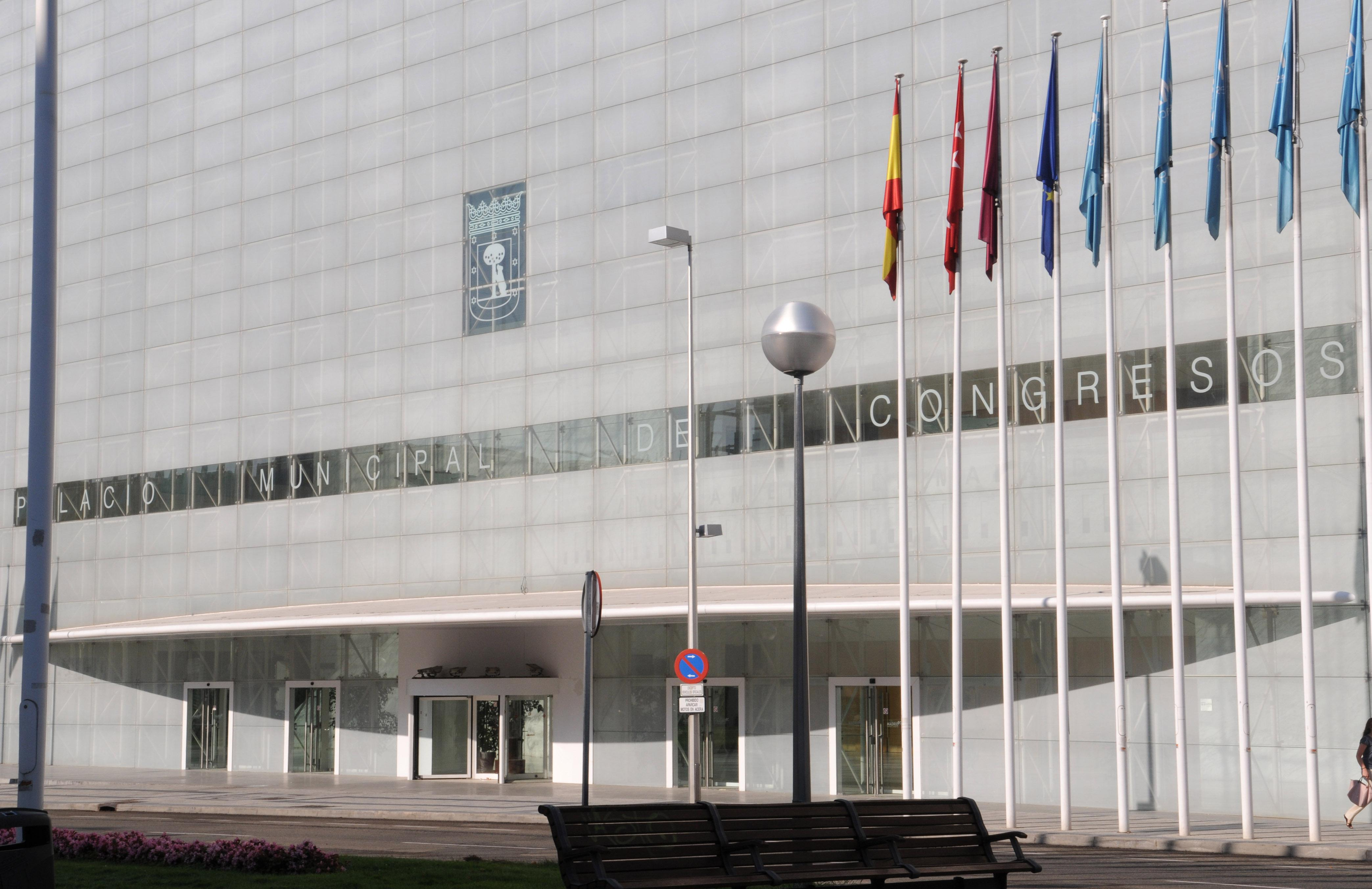
Der Palacio Municipal de Congresos, der Veranstaltungsort der Verleihung

## Gewinner und Nominierte
| Statistik (Filme mit mehr als einer Nominierung) N=Nominierung; A=Auszeichnung |    |    |
| Film                                                                           | N  | A  |
| Das Meer in mir                                                                | 15 | 14 |
| Tiovivo c. 1950                                                                | 6  | 1  |
| Ein ferpektes Verbrechen – Crimen ferpecto                                     | 6  | 0  |
| El Lobo – Der Wolf                                                             | 5  | 2  |
| Inconscientes                                                                  | 5  | 0  |
| El séptimo día                                                                 | 4  | 0  |
| Héctor                                                                         | 4  | 0  |
| La Mala Educación – Schlechte Erziehung                                        | 4  | 0  |
| Roma                                                                           | 4  | 0  |
| Incautos                                                                       | 3  | 0  |
| El milagro de Candeal                                                          | 2  | 2  |
| Frío sol de invierno                                                           | 2  | 1  |
| Astronautas                                                                    | 2  | 0  |
| Cosas que hacen que la vida valga la pena                                      | 2  | 0  |
| Don’t Move                                                                     | 2  | 0  |
| Horas de luz                                                                   | 2  | 0  |
| Isi / Disi                                                                     | 2  | 0  |
| Romasanta – Im Schatten des Werwolfs                                           | 2  | 0  |

### Bester Film (Mejor película)
Das Meer in mir (Mar adentro) – Regie: Alejandro Amenábar
- La Mala Educación – Schlechte Erziehung (La mala educación) – Regie: Pedro Almodóvar
- Roma – Regie: Adolfo Aristarain
- Tiovivo c. 1950 – Regie: José Luis Garci

### Beste Regie (Mejor dirección)
Alejandro Amenábar – Das Meer in mir (Mar adentro)
- Adolfo Aristarain – Roma
- Carlos Saura – El séptimo día
- Pedro Almodóvar – La Mala Educación – Schlechte Erziehung (La mala educación)

### Beste Nachwuchsregie (Mejor dirección novel)
Pablo Malo – Frío sol de invierno
- Ramón de España – Kill Me Tender (Haz conmigo lo que quieras)
- Santi Amodeo – Astronautas
- Vicente Peñarrocha – Fuera del cuerpo

### Bester Hauptdarsteller (Mejor actor)
Javier Bardem – Das Meer in mir (Mar adentro)
- Eduard Fernández – Cosas que hacen que la vida valga la pena
- Guillermo Toledo – Ein ferpektes Verbrechen – Crimen ferpecto (Crimen ferpecto)
- Eduardo Noriega – El Lobo – Der Wolf (El Lobo)

### Beste Hauptdarstellerin (Mejor actriz)
Lola Dueñas – Das Meer in mir (Mar adentro)
- Ana Belén – Cosas que hacen que la vida valga la pena
- Pilar Bardem – María querida
- Penélope Cruz – Don’t Move (Non ti muovere)

### Bester Nebendarsteller (Mejor actor de reparto)
Celso Bugallo – Das Meer in mir (Mar adentro)
- Luis Varela – Ein ferpektes Verbrechen – Crimen ferpecto (Crimen ferpecto)
- Unax Ugalde – Héctor
- Juan Diego – El séptimo día

### Beste Nebendarstellerin (Mejor actriz de reparto)
Mabel Rivera – Das Meer in mir (Mar adentro)
- Mercedes Sampietro – Inconscientes
- Silvia Abascal – El Lobo – Der Wolf (El Lobo)
- Victoria Abril – El séptimo día

### Bester Nachwuchsdarsteller (Mejor actor revelación)
Tamar Novas – Das Meer in mir (Mar adentro)
- José Luis García Pérez – Der Club der Bären (Cachorro)
- Nilo Mur – Héctor
- Jorge Roelas – Tiovivo c. 1950

### Beste Nachwuchsdarstellerin (Mejor actriz revelación)
Belén Rueda – Das Meer in mir (Mar adentro)
- Mónica Cervera – Ein ferpektes Verbrechen – Crimen ferpecto (Crimen ferpecto)
- Nuria Gago – Héctor
- Teresa Hurtado – Astronautas

### Bestes Originaldrehbuch (Mejor guion original)
Alejandro Amenábar und Mateo Gil – Das Meer in mir (Mar adentro)
- Adolfo Aristarain, Mario Camus und Kathy Saavedra – Roma
- José Ángel Esteban, Carlos López und Manolo Matji – Horas de luz
- Joaquín Oristrell, Dominic Harari und Teresa Pelegri – Inconscientes

### Bestes adaptiertes Drehbuch (Mejor guion adaptado)
José Rivera – Die Reise des jungen Che (Diarios de motocicleta)
- Jaime Chávarri und Eduardo Mendoza – El año del diluvio
- Margaret Mazzantini und Sergio Castellitto – Don’t Move (Non ti muovere)
- Salvador García Ruiz – Las voces de la noche

### Beste Produktionsleitung (Mejor dirección de producción)
Emiliano Otegui – Das Meer in mir (Mar adentro)
- Esther García – La Mala Educación – Schlechte Erziehung (La mala educación)
- Juanma Pagazaurtandua – Ein ferpektes Verbrechen – Crimen ferpecto (Crimen ferpecto)
- Miguel Torrente und Cristina Zumárraga – El Lobo – Der Wolf (El Lobo)

### Beste Kamera (Mejor fotografía)
Javier Aguirresarobe – Das Meer in mir (Mar adentro)
- Javier Salmones – Romasanta – Im Schatten des Werwolfs (Romasanta: La caza de la bestia)
- José Luis Alcaine – Roma
- Raúl Pérez Cubero – Tiovivo c. 1950

### Bester Schnitt (Mejor montaje)
Guillermo Maldonado – El Lobo – Der Wolf (El Lobo)
- Antonio Pérez Reina – Frío sol de invierno
- Iván Aledo – Incautos
- José María Biurrun – Horas de luz

### Bestes Szenenbild (Mejor dirección artística)
Gil Parrondo – Tiovivo c. 1950
- Antxón Gómez – La Mala Educación – Schlechte Erziehung (La mala educación)
- Benjamín Fernández – Das Meer in mir (Mar adentro)
- Rafael Palmero – El séptimo día

### Beste Kostüme (Mejor diseño de vestuario)
Yvonne Blake – Die Brücke von San Luis Rey (The Bridge of San Luis Rey)
- Lourdes de Orduña – Tiovivo c. 1950
- Bina Daigeler – Inconscientes
- Sonia Grande – La puta y la ballena

### Beste Maske (Mejor maquillaje y peluquería)
Jo Allen, Ana Ruiz Puigcerber, Mara Collazo und Manolo García – Das Meer in mir (Mar adentro)
- Karmele Soler und Paco Rodríguez – Inconscientes
- Susana Sánchez und Patricia Rodríguez – Tiovivo c. 1950
- Paca Almenara und Alicia López – Alles was ich an euch liebe (Seres queridos)

### Beste Spezialeffekte (Mejores efectos especiales)
Reyes Abades, Jesús Pascual und Ramón Lorenzo – El Lobo – Der Wolf (El Lobo)
- Juan Ramón Molina und Félix Bergés – Ein ferpektes Verbrechen – Crimen ferpecto (Crimen ferpecto)
- Juan Ramón Molina, Aurelio Sánchez Herrera und Eduardo Acosta – Torapia
- Juan Ramón Molina, David Martí, Montse Ribé und José María Aragonés – Romasanta – Im Schatten des Werwolfs (Romasanta: La caza de la bestia)

### Bester Ton (Mejor sonido)
Alfonso Raposo, Juan Ferro, Ricardo Steinberg und María Steinberg – Das Meer in mir (Mar adentro)
- Antonio Rodríguez ‘Mármol’, Patrick Ghislain und Nacho Royo-Villanova – Isi / Disi
- Pierre Lorrain, Jaime Fernández und Polo Aledo – Incautos
- Sergio Bürmann, Jaime Fernández und Carlos Schmukler – Ein ferpektes Verbrechen – Crimen ferpecto (Crimen ferpecto)

### Beste Filmmusik (Mejor música original)
Alejandro Amenábar – Das Meer in mir (Mar adentro)
- Ángel Illarramendi – Héctor
- Roque Baños – Der Maschinist (El maquinista)
- Sergio Moure – Inconscientes

### Bester Filmsong (Mejor canción original)
„Zambie Mameto“ von Carlinhos Brown und Mateus – El milagro de Candeal
- „Atunes en el paraíso“ von Javier Rubial – Atún y chocolate
- „La rubia de la cuarta fila“ von Joaquín Sabina – Isi / Disi
- „Corre“ von Bebe – Incautos

### Bester Kurzfilm (Mejor cortometraje de ficción)
Diez minutos – Regie: Alberto Ruiz Rojo
- Amigo no gima – Regie: Iñaki Peñafiel
- Cara sucia – Regie: Santiago Zannou Badillo
- La ruta natural – Regie: Álex Pastor
- Viernes – Regie: Xavi Puebla

### Bester animierter Kurzfilm (Mejor cortometraje de animación)
El enigma del Chico Croqueta – Regie: Pablo Llorens
- Minotauromaquia – Regie: Juan Pablo Etcheverry
- The Trumouse Show – Regie: Julio Robledo
- Vuela por mí – Regie: Carlos Navarro

### Bester Dokumentarkurzfilm (Mejor cortometraje documental)
Extras – Regie: Ana Serret
- Aerosol – Regie: Miguel Ángel Rolland
- El mundo es tuyo – Regie: José María Borrell
- El último minutero – Regie: Elio Quiroga
- Iván Z – Regie: Andrés Duque

### Bester Animationsfilm (Mejor película de animación)
Pinocchio 3000 – Regie: Daniel Robichaud
- Los balunis en la aventura del fin del mundo – Regie: Juanjo Elordi
- Supertramps – Regie: José María Goenaga und Iñigo Berasategui

### Bester Dokumentarfilm (Mejor película documental)
El milagro de Candeal – Regie: Fernando Trueba
- De nens – Regie: Joaquim Jordà
- Salvador Allende – Regie: Patricio Guzmán
- ¡Hay motivo! – Regie: 33 verschiedene Regisseure

### Bester europäischer Film (Mejor película europea)
Gegen die Wand, Deutschland – Regie: Fatih Akin
- Being Julia, Großbritannien/Ungarn – Regie: István Szabó
- Monsieur Ibrahim und die Blumen des Koran (Monsieur Ibrahim et les fleurs du Coran), Frankreich – Regie: François Dupeyron
- Das Mädchen mit dem Perlenohrring (Girl with a Pearl Earring), Großbritannien – Regie: Peter Webber

### Bester ausländischer Film in spanischer Sprache (Mejor película extranjera de habla hispana)
Whisky, Uruguay – Regie: Juan Pablo Rebella und Pablo Stoll
- Luna de Avellaneda, Argentinien – Regie: Juan José Campanella
- Machuca, mein Freund (Machuca), Chile – Regie: Andrés Wood

## Ehrenpreis (Goya de honor)
- José Luis López Vázquez, spanischer Schauspieler